# Mistrzostwa Czech w szachach
Mistrzostwa Czech w szachach – turniej szachowy zorganizowany po raz pierwszy w 1905 r. w Pradze, mający na celu wyłonienie mistrza kraju.

## Wstęp
Mistrzostwa wielokrotnie odbywały się pod różnymi nazwami, w zależności od roku, w którym były rozgrywane:
- 1905 – 1913 - mistrzostwa Bohemii
- 1919 – 1938 - mistrzostwa Republiki Czecho-Słowackiej
- 1940 – 1944 - mistrzostwa Bohemii i Moraw
- 1946 – 1960 - mistrzostwa Republiki Czechosłowackiej
- 1962 – 1989 - mistrzostwa Czechosłowackiej Republiki Socjalistycznej
- 1990 – 1992 - mistrzostwa Czeskiej i Słowackiej Republiki Federalnej
- od 1993 – mistrzostwa Republiki Czeskiej

W latach 1936, 1966, 1969, 1971, 1973, 1975, 1977, 1981, 1983, 1985, 1987 i 1989 turnieje rozgrywano w obsadzie międzynarodowej, medale zdobywali jednak tylko zawodnicy czechosłowaccy.
Mistrzostwa kobiet po raz pierwszy rozegrano w 1938 roku. Kilka edycji również odbyło się w obsadzie międzynarodowej (1975, 1977, 1982, 1984, 1988, 1990), ale podobnie jak w klasyfikacji mężczyzn, medale przyznano tylko szachistkom czechosłowackim.

## Lista zwycięzców

### Mistrzostwa Czechosłowacji
| Rok  | Miasto                 | Mężczyźni           | Miasto | Kobiety              |
| ---- | ---------------------- | ------------------- | ------ | -------------------- |
| 1905 | Praga                  | Oldřich Duras       |        |                      |
| 1907 | Brno                   | František Treybal   |        |                      |
| 1909 | Praga                  | Oldřich Duras       |        |                      |
| 1911 | Pilzno                 | Oldřich Duras       |        |                      |
| 1913 | Mladá Boleslav         | Karel Hromádka      |        |                      |
| 1919 | Praga                  | František Schubert  |        |                      |
| 1921 | Brno                   | Karel Hromádka      |        |                      |
| 1923 | Pardubice              | Max Walter          |        |                      |
| 1925 | Bratysława             | Richard Réti        |        |                      |
| 1927 | Czeskie Budziejowice   | Karel Opočenský     |        |                      |
| 1929 | Brno                   | Karel Opočenský     |        |                      |
| 1931 | Praga                  | Leo Zobel           |        |                      |
| 1933 | Mnichovo Hradiště      | Salomon Flohr       |        |                      |
| 1936 | Podiebrady             | Salomon Flohr       |        |                      |
| 1938 | Praga                  | Karel Opočenský     |        | Růžena Suchá         |
| 1940 | Rakovník               | Jan Foltys          |        | Blažena Janečková    |
| 1943 | Praga                  | František Zíta      |        | Nina Hrušková-Bělská |
| 1944 | Brno                   | Karel Opočenský     |        | Nina Hrušková-Bělská |
| 1946 | Ostrawa                | Luděk Pachman       |        | Nina Hrušková-Bělská |
| 1948 | Bratysława             | Emil Richter        |        | Nina Hrušková-Bělská |
| 1950 | Gottwaldov             | Miroslav Filip      |        |                      |
| 1951 |                        |                     |        | Růžena Suchá         |
| 1952 | Tatrzańska Łomnica     | Miroslav Filip      |        | Nina Hrušková-Bělská |
| 1953 | Praga                  | Luděk Pachman       |        | Nina Hrušková-Bělská |
| 1954 | Praga                  | Miroslav Filip      |        | Růžena Suchá         |
| 1955 | Praga                  | Ján Šefc            |        | Květa Eretová        |
| 1956 | Poděbrady              | Ladislav Alster     |        | Nina Hrušková-Bělská |
| 1957 | Praga                  | Luděk Pachman       |        | Dana Prášilová       |
| 1959 | Bratysława             | Luděk Pachman       |        | Inna Veselá          |
| 1960 | Ostrawa                | Jiří Fichtl         |        | Květa Eretová        |
| 1961 | Koszyce                | Luděk Pachman       |        | Květa Eretová        |
| 1962 | Jablonec nad Nysą      | Lubomir Kavalek     |        | Květa Eretová        |
| 1963 | Praga                  | Luděk Pachman       |        | Květa Eretová        |
| 1964 | Brno                   | Vlastimil Jansa     |        | Květa Eretová        |
| 1965 | Pardubice              | Josef Augustin      |        | Jana Malypetrová     |
| 1966 | Harrachov              | Luděk Pachman       |        | Květa Eretová        |
| 1967 | Bratysława             | Július Kozma        |        | Jana Malypetrová     |
| 1968 | Luhačovice             | Lubomir Kavalek     |        | Štěpánka Vokřálová   |
| 1969 | Luhačovice             | Vlastimil Hort      |        | nie rozegrano        |
| 1970 | Hawierzów              | Vlastimil Hort      |        | Štěpánka Vokřálová   |
| 1971 | Luhačovice             | Vlastimil Hort      |        | nie rozegrano        |
| 1972 | Trzyniec               | Vlastimil Hort      |        | Štěpánka Vokřálová   |
| 1973 | Luhačovice             | Jan Smejkal         |        | nie rozegrano        |
| 1974 | Rymawska Sobota        | Vlastimil Jansa     |        | Margita Polanová     |
| 1975 | Brno                   | Vlastimil Hort      |        | Květa Eretová        |
| 1976 | Ostrawa                | Eduard Prandstetter |        | Květa Eretová        |
| 1977 | Děčín                  | Vlastimil Hort      |        | Štěpánka Vokřálová   |
| 1978 | Mariańskie Łaźnie      | Eduard Prandstetter |        | Štěpánka Vokřálová   |
| 1979 | Trenczyńskie Cieplice  | Jan Smejkal         |        | Eliška Klímová       |
| 1980 | Trnawa                 | Jan Ambrož          |        | Eliška Klímová       |
| 1981 | Hradec Králové         | Ľubomír Ftáčnik     |        | Eliška Klímová       |
| 1982 | Frenštát pod Radhoštěm | Ľubomír Ftáčnik     |        | Eliška Klímová       |
| 1983 | Bratysława             | Ľubomír Ftáčnik     |        | Hana Modrová         |
| 1984 | Šumperk                | Vlastimil Jansa     |        | Jana Hájková         |
| 1985 | Trenczyńskie Cieplice  | Ľubomír Ftáčnik     |        | Petra Poláková       |
| 1986 | Praga                  | Jan Smejkal         |        | Květa Eretová        |
| 1987 | Namiestów              | Eduard Meduna       |        | Jana Hájková-Mašková |
| 1988 | Trzyniec               | Pavel Blatný        |        | Eliška Richtrová     |
| 1989 | Praga                  | Ľubomír Ftáčnik     |        | Petra Kišová         |
| 1990 | Brno                   | Pavel Blatný        |        | Jana Hájková-Mašková |
| 1991 | Bratysława             | Igor Gažík          |        | Eva Repková          |
| 1992 | Praga                  | Vítězslav Rašík     |        | Petra Kišová         |

### Mistrzostwa Czech
| Rok  | Miasto             | Mężczyźni                                                  | Miasto                  | Kobiety                                                           |
| ---- | ------------------ | ---------------------------------------------------------- | ----------------------- | ----------------------------------------------------------------- |
| 1993 | Luhačovice         | 1. Vlastimil Babula 2. Zbyněk Hráček 3. Jan Votava         | Tišnov                  | 1. Petra Krupková 2. Martina Holoubková-Kořenová 3. Hana Kubíková |
| 1994 | Uście nad Łabą     | 1. Zbyněk Hráček 2. Vlastimil Jansa 3. Vlastimil Babula    | Nymburk                 | 1. Lenka Ptáčníková 2. Květa Eretová 3. Petra Krupková            |
| 1995 | Ołomuniec          | 1. Karel Mokrý 2. Marek Vokáč 3. Vlastimil Jansa           | Ołomuniec               | 1. Silvie Šaljová 2. Květa Eretová 3. Michaela Svobodová          |
| 1996 | Turnov             | 1. Petr Hába 2. Jan Votava 3. Vlastimil Jansa              | Ústí                    | 1. Lenka Ptáčníková 2. Silvie Šaljová 3. Michaela Svobodová       |
| 1997 | Zlin               | 1. Pavel Blatný 2. Siergiej Mowsesjan 3. Vlastimil Jansa   | Ostrawa                 | 1. Gabriela Hitzgerová 2. Jana Jacková 3. Lenka Ptáčníková        |
| 1998 | Zlin               | 1. Siergiej Mowsesjan 2. Petr Hába 3. Vlastimil Jansa      | Klatovy                 | 1. Jana Jacková 2. Gabriela Hitzgerová 3. Petra Blažková          |
| 1999 | Lázně Bohdaneč     | 1. Marek Vokáč 2. Petr Velička 3. Eduard Meduna            | Klatovy                 | 1. Silvie Šaljová 2. Lenka Ptáčníková 3. Jana Jacková             |
| 2000 | Opawa              | 1. Pavel Blatný 2. Zbyněk Hráček 3. Eduard Meduna          | Říčany                  | 1. Olga Sikorová 2. Ivana Tallová 3. Gabriela Hitzgerová          |
| 2001 | Kunžak             | 1. Eduard Meduna 2. David Navara 3. Pavel Blatný           | Trzyniec                | 1. Olga Sikorová 2. Petra Blažková 3. Kateřina Čedíková           |
| 2002 | Ostrawa            | 1. Petr Hába 2. David Navara 3. Miloš Jirovský             | Frymburk nad Vltavou    | 1. Olga Sikorová 2. Táňa Holušová 3. Kateřina Čedíková            |
| 2003 | Luhačovice         | 1. Miloš Jirovský 2. Zbyněk Hráček 3. Jiří Štoček          | Luhačovice              | 1. Kateřina Čedíková 2. Olga Sikorová 3. Petra Blažková           |
| 2004 | Karlowe Wary       | 1. David Navara 2. Jiří Štoček 3. Vlastimil Jansa          | Karlowe Wary            | 1. Olga Sikorová 2. Lucie Hodová 3. Gabriela Hitzgerová           |
| 2005 | Karlowe Wary       | 1. David Navara 2. Jiří Štoček 3. Vlastimil Babula         | Havlíčkův Brod          | 1. Alena Kubíková 2. Anna Bálková 3. Petra Blažková               |
| 2006 | Brno               | 1. Viktor Láznička 2. Pavel Blatný 3. Leonid Wołoszyn      | Havlíčkův Brod          | 1. Eva Kulovaná 2. Soňa Pertlová 3. Kateřina Němcová              |
| 2007 | Praga              | 1. Tomáš Polák 2. Vlastimil Babula 3. Jan Votava           | nie rozegrano           | nie rozegrano                                                     |
| 2008 | Havlíčkův Brod     | 1. Vlastimil Babula 2. Tomáš Polák 3. Jiří Štoček          | Havlíčkův Brod          | 1. Kateřina Němcová 2. Eva Kulovaná 3. Hana Kubíková              |
| 2009 | Děčín              | 1. Pavel Šimáček 2. Robert Cvek 3. Vladimír Talla          | Děčín                   | 1. Kateřina Čedíková 2. Lucie Jínová 3. Eva Kulovaná              |
| 2010 | Ostrawa            | 1. David Navara 2. Tomáš Polák 3. Pavel Šimáček            | Ostrawa                 | 1. Kateřina Němcová 2. Olga Sikorová 3. Kristýna Havlíková        |
| 2011 | Pardubice          | 1. Jiří Štoček 2. Jan Krejčí 3. Tomáš Polák                | Pardubice               | 1. Karolína Olšarová 2. Hana Pirklová 3. Kristýna Havlíková       |
| 2012 | Světlá nad Sázavou | 1. David Navara 2. Aleksiej Kislinskij 3. Vlastimil Babula | Světlá nad Sázavou      | 1. Tereza Olšarová 2. Petra Sochorová 3. Magdaléna Miturová       |
| 2013 | Světlá nad Sázavou | 1. David Navara 2. Vlastimil Babula 3. Igors Rausis        | Světlá nad Sázavou      | 1. Martina Marečková 2. Hana Kubíková 3. Karolína Olšarová        |
| 2014 | Ostrawa            | 1. David Navara 2. Richard Biolek 3. Martin Petr           | Ostrawa                 | 1. Olga Sikorová 2. Karolína Olšarová 3. Eva Kulovaná             |
| 2015 | Havlíčkův Brod     | 1. David Navara 2. Jiří Štoček 3. Vlastimil Babula         | Havlíčkův Brod          | 1. Tereza Olšarová 2. Kristýna Havlíková 3. Alena Kubíková        |
| 2016 | Ostrawa            | 1. Vojtěch Plát 2. Štěpán Žilka 3. Vítězslav Rašík         | Ostrawa                 | 1. Joanna Worek 2. Tereza Rodshtein 3. Olga Sikorová              |
| 2017 | Ostrawa            | 1. David Navara 2. Zbyněk Hráček 3. Jiří Štoček            | Ostrawa                 | 1. Kristýna Havlíková 2. Karolína Olšarová 3. Olga Sikorová       |
| 2018 | Ostrawa            | 1. Svatopluk Svoboda 2. Vojtěch Plát 3. Richard Biolek     | Czeskie Budziejowice    | 1. Olga Sikorová 2. Kristýna Petrová 3. Natálie Kaňáková          |
| 2019 | Ostrawa            | 1. David Navara 2. Lukáš Černoušek 3. Pavel Šimáček        | Praga                   | 1. Karolína Olšarová 2. Magdaléna Miturová 3. Kristýna Petrová    |
| 2020 | Pilzno             | 1. David Navara 2. Viktor Láznička 3. Zbyněk Hráček        | Frydek-Mistek           | 1. Kristýna Petrová 2. Karolína Olšarová 3. Olga Sikorová         |
| 2021 | Zlin               | 1. Vojtěch Plát 2. Štěpán Žilka 3. Jan Krejčí              | Frydek-Mistek           | 1. Karolína Pilsová 2. Karin Němcová 3. Magdaléna Miturová        |
| 2022 | Uście nad Łabą     | 1. David Navara 2. Vlastimil Babula 3. Jan Krejčí          | Jaroměřice nad Rokytnou | 1. Nataša Richterová 2. Karolína Pilsová 3. Olga Sikorová         |
| 2023 | Světlá nad Sázavou | 1. David Navara 2. Tomáš Kraus 3. Vlastimil Babula         | Světlá nad Sázavou      | 1. Julia Movsesian 2. Nataša Richterová 3. Karolína Pilsová       |
| 2024 | Ostrawa            | 1. David Navara 2. Richard Stalmach 3. Václav Finěk        | Ostrawa                 | 1. Olga Sikorová 2. Lucie Rybáčková 3. Julia Movsesian            |